# Robeasca, Buzău
Robeasca este satul de reședință al comunei cu același nume din județul Buzău, Muntenia, România. Se află în Câmpia Română, în estul județului, la limita cu județul Brăila.